# Buitinga buhoma
Buitinga buhoma är en spindelart som beskrevs av Huber 2003. Buitinga buhoma ingår i släktet Buitinga och familjen dallerspindlar.
Artens utbredningsområde är Uganda. Inga underarter finns listade.